# Квист, Бертрам
Бертрам Бергстад Квист (дат. Bertram Bangsted Kvist; род. 19 марта 2005) — датский футболист, вингер клуба «Эсбьерг».

## Клубная карьера
Квист — воспитанник клубов «Драгёр» и «Брондбю». 24 июля 2022 года в матче против «Норшелланна» он дебютировал в датской Суперлиге в составе последних. В 2024 году Квист на правах аренды перешёл в «Коллинг». 21 августа в матче против «Эсбьерга» он дебютировал в Первой лиге Дании. 3 сентября в поединке Кубка Дании против «Сэддинга» Бертрам забил свой первый гол за «Коллинг». В начале 2025 года Квист перешёл в «Эсбьерг». 6 апреля в матче против «Коллинга» он дебютировал за новый клуб.

## Международная карьера
В 2022 году в составе юношеской сборной Дании Фрауло принял участие в юношеском чемпионате Европы в Израиле. На турнире он сыграл в матчах против сборных Шотландии, Швеции и Сербии.